# Інді-поп
Інді-поп (також відомий як «тві-поп» або «тві музика», «альтернативний поп» чи  «альт-поп» у Сполучених Штатах) — один з жанрів альтернативної рок музики, що виник у Великій Британії у середині 1980-х років і бере свій початок від шотландських пост-панк гуртів, що видавалися фірмою звукозапису «Postcard Records» на початку 1980-х років, серед яких «Orange Juice», «Josef K» та «Aztec Camera» та одного з відомих британських гуртів середини вісьмидесятих — «The Smiths». На відміну від інді-рок музики, інді-поп значно мелодійніша, не така гучна та відносно спокійніша музика.
Якийсь час термін «інді» використовувався для опису творчості незалежних артистів та фірм (англомовний термін «indie» походить від англійського слова independent (незалежний). У 1986 році з відомим музичним журналом NME вийшла плівка C86, яка стала на тривалий час уособленням «інді», на якій було записано багато різних гуртів, таких як «Primal Scream», «Bogshed», «Half Man Half Biscuit» та «The Wedding Present». І хоч у той час для цього жанру використовувалось декілька різних термінів (cutie, twee, C86), але пізніше залишилась об'єднуюча назва «інді».
Головними відмінностями «інді» у той час були мелодійність, виражене голосне бренькання гітар та схильність до невинної, фаталістичної лірики.

## Представники
- Lana Del Rey
- Orange Juice
- The Wedding Present
- Primal Scream
- The Jesus and Mary Chain
- Television Personalities
- The Pastels
- Sheppard
- The Smiths
- Beat Happening
- Talulah Gosh
- The Vaselines
- Ellie Goulding
- Maggie Rogers
- Interpol
- Belle and Sebastian
- Architecture in Helsinki
- Neutral Milk Hotel
- Chvrches
- The xx
- Grimes
- Twenty One Pilots
- Lorde
- The Concretes
- Ллойд Коул

## Українські гурти
- Tember Blanche
- Pur:Pur
- FRANCO
- Один в каное
- Brunettes Shoot Blondes
- KADNAY
- Our Atlantic
- Sadsvit